# 카와라기 시호
카와라기 시호(일본어: 河原木 志穂 かわらぎ しほ[*]/Shiho Kawaragi, 1980년 4월 29일 ~ )는 일본의 여자 성우다. 도쿄도 출신이며 소속사는 켄유 오피스이다. 별명은 시-퐁(しーぽん), 시호시호 (しほしほ), 시호짱 (しほちゃん), 시호치 (しほち), 카와라기 (河原木さん)씨 등. 대표작으로는「로젠 메이든 트로이 멘트」의 카키자키 메구,「스쿨데이즈」의 사이온지 세카이 등.

## 약력
- 사학과 졸. 카츠다 성우학원(勝田声優学院)을 거쳐 성우가 됨. 미즈사와 후미에와 학원 동기.
- 미즈노 마나비, 엔도 아야와 함께 그룹 Plume을 결성하여 활동중.
- 8살 차이가 나는 남동생이 있는데, 라디오 등을 통해 동생에 대한 노골적인 애정을 자랑하여 일명 '브라콘'으로 유명해짐. 공식 프로필의 취미란에 '취미:동생'으로 표기되어 있는 것으로도 유명함.

## 출연작

### TV 애니메이션
1998년
- 나이트 워커 - 한밤중의 탐정
- 그 남자 그 여자

1999년
- 듀얼

2000년
- 아야시노 세레스
- 동글동글 해롱이

2001년
- 엑스 TV 시리즈
- 탑블레이드

2002년
- 7인의 나나
- 천지무용! GXP
- 드래곤 드라이브

2003년
- 건 그레이브

2004년
- 하급생2(사이몬 타마키)
- 러브♥러브?
- 판타스틱 칠드런(헬가)

2005년
- 이즈모(히미코)
- 로젠메이든 트로이멘트(카키자키 메구)
- 사모님은 여고생(엔도 사토미)

2006년
- Gift ~eternal Rainbow~(호카조노 린카)

2007년
- 스쿨데이즈(사이온지 세카이)
- 괴물왕녀(프란돌)
- 일기당천 Dragon Destiny(가후 문화)
- 도화월탄(후우)

2008년
- 연희무쌍(공손찬)
- 피니와 퍼브(이사벨라 가르시아 피어로)

2009년
- 진 연희무쌍(공손찬)

2011년
- 별하늘에 걸린 다리 (요로즈 센카)

### 극장판 애니메이션
2016년
- 명탐정 코난 에피소드 “원” 작아진 명탐정 (레이코)

### OVA
2006년
- 로젠메이든 오베르튜레(카키자키 메구)
- Summer(어린 카이즈 타쿠미)

2008년
- 절대충격 ~Platonic Heart~(다이몬지 사키)

### 게임
2001년
- Missing Blue (히야마 카노카)

2002년
- STAIRS ~여름의 조금 앞~ (미야시로 아야노) : 유즈키 카나메 (柚木かなめ) 명의
- CRAVEX10 (미카미 토와) : 유즈키 카나메 (柚木かなめ) 명의

2003년
- Maple Colors (진구지 유메코) : 유즈키 카나메 (柚木かなめ) 명의

2004년
- KYRIE ~BLOOD ROYAL3~ (엘레나 그랜져, 로이 헨릭) : 유즈키 카나메 (柚木かなめ) 명의
- IZUMO2 (히미코) : 유즈키 카나메 (柚木かなめ) 명의
- VANQUISH (텔트) : 유즈키 카나메 (柚木かなめ) 명의

2005년
- School Days (사이온지 세카이) : 유즈키 카나메 (柚木かなめ) 명의
- 요인 (아라이 미우) : 유즈키 카나메 (柚木かなめ) 명의
- 테일즈 오브 커먼즈 (세피나)
- AYAKASHI (하나이 노리코) : 유즈키 카나메 (柚木かなめ) 명의
- 꿈을 꾸는 약 (시라키 아에카) : 유즈키 카나메 (柚木かなめ) 명의

2006년
- 트리거하트 에그제리카 (에그제리카)
- 만약 내일이 맑다면 (시로사와 미유키) : 요시자와 유우아 (吉沢悠亜) 명의
- IZUMO2 학원광상곡 (히미코) : 유즈키 카나메 (柚木かなめ) 명의
- SummerDays (사이온지 세카이) : 유즈키 카나메 (柚木かなめ) 명의
- Gift -Prism- (이치하라 미츠키)
- 핑키 스트리트 반짝반짝☆뮤직 아워 (안쥬, 스우 루이)

2007년
- 변덕스러운 무지개빛 사랑의 날씨는 비 (아마야 아유노) : 유즈키 카나메 (柚木かなめ) 명의
- 슈퍼 로봇 대전OG ORIGINAL GENERATIONS (윤효진)
- Clear -클리어- (이치하라 미즈키) : 유즈키 카나메 (柚木かなめ) 명의
- 슈퍼 로봇 대전OG 외전 (윤효진)
- 리틀 버스터즈! (니시조노 미오) : 아라이 유미 (荒井悠美) 명의

2008년
- School Days LXH (사이온지 세카이)
- 껍질소녀 (하즈키 쿄코, 사토 아유무) : 유즈키 카나메 (柚木かなめ) 명의
- 리틀 버스터즈! 엑스터시 (니시조노 미오) : 유즈키 카나메 (柚木かなめ) 명의
- 진연희무쌍 ~소녀요란☆삼국지 연의~ (공손찬) : 유즈키 카나메 (柚木かなめ) 명의

2009년
- 테일즈 오브 그레이세스 (셰리아 반즈)

2010년
- 테일즈 오브 그레이세스 F (셰리아 반즈)

### 라디오
- Radio School Days (인터넷 라디오, 오카지마 타에와 공동진행) 2007년 6월 -
- Plume 이야기~Royal Plume Tea~ (인터넷 라디오, 미즈노 마나비, 엔도 아야와 공동진행) 2007년 12월 -